# Agnieszka Kołodziej-Durnaś
Agnieszka Ewa Kołodziej-Durnaś (ur. 1973) – polska socjolog i psycholog, dr hab. nauk społecznych, pracownik Instytutu Socjologii Uniwersytetu Szczecińskiego. 

## Życiorys
Ukończyła studia magisterskie na kierunku socjologia oraz studia licencjackie (filologia angielska) na Uniwersytecie Szczecińskim, a także studia podyplomowe w Szkole Tłumaczy i Języków Obcych przy UAM w Poznaniu. 
16 października 2001 obroniła pracę doktorską Teoria strukturacji Anthony Giddensa - między autonomią jednostki a determinizmem strukturalnym, 6 maja 2013 habilitowała się na podstawie pracy zatytułowanej Kultura organizacji - idea i instrumentalizacja. Socjologiczne studium krytyczne. Jest zatrudniona na stanowisku profesora uczelni w Instytucie Socjologii na Uniwersytecie Szczecińskim. 
Jest także psychologiem (studia w latach 2015–2020 na Uniwersytecie Szczecińskim).

## Działalność naukowa
Jest współzałożycielką i współredaktorką serii wydawniczej International Studies in Maritime Sociology (Brill) oraz współredaktorką pierwszych dwóch tomów serii (Maritime Spaces and Society, Maritime Professions).